# Nephesa sandakanensis
Nephesa sandakanensis är en insektsart som beskrevs av William Lucas Distant 1910. Nephesa sandakanensis ingår i släktet Nephesa och familjen Flatidae. Inga underarter finns listade i Catalogue of Life.